# Liste der Biografien/Mew
Liste der Biografien |
Portal Biografien |
Personensuche
# |
A |
B |
C |
D |
E |
F |
G |
H |
I |
J |
K |
L |
M |
N |
O |
P |
Q |
R |
S |
T |
U |
V |
W |
X |
Y |
Z |
?
 
Ma |
Mb |
Mc |
Md |
Me |
Mf |
Mg |
Mh |
Mi |
Mj |
Mk |
Ml |
Mm |
Mn |
Mo |
Mp |
Mq |
Mr |
Ms |
Mt |
Mu |
Mv |
Mw |
Mx |
My |
Mz
 
Mea–Mee |
Mef |
Meg |
Meh |
Mei |
Mej |
Mek |
Mel |
Mem |
Men |
Meo |
Mep |
Mer |
Mes |
Met |
Meu |
Mev |
Mew |
Mex |
Mey |
Mez
Die Liste der Biografien führt alle Personen auf, die in der deutschsprachigen Wikipedia einen Artikel haben. Dieses ist eine Teilliste mit 38 Einträgen von Personen, deren Namen mit den Buchstaben „Mew“ beginnt.

## Mew
- Mew Jensen, Scarlett (* 2001), britische Wasserspringerin
- Mew, Charlotte (1869–1928), englische Dichterin
- Mew, Darren (* 1979), britischer Schwimmer

### Mewa
- Mewald, Sonja (* 1945), deutsche Politikerin (CDU), MdL
- Mewaldt, Johannes (1880–1964), deutscher Klassischer Philologe

### Mewb
- Mewborn, Rick (* 1965), US-amerikanischer Skispringer

### Mewe
- Mewe, Susanna (* 1981), deutsche Schriftstellerin und Drehbuchautorin
- Mewes, Anni (1895–1980), deutsche Schauspielerin
- Mewes, Dieter (* 1940), deutscher Ingenieur und Professor für Verfahrenstechnik
- Mewes, Emil Rudolf (1885–1949), deutscher Architekt
- Mewes, Ernst (1884–1918), deutscher Bühnenschauspieler
- Mewes, Hans-Joachim (* 1954), deutscher Politiker (Die Linke), MdL
- Mewes, Ingund (1934–2005), deutsche Theaterregisseurin, Schauspielerin und Autorin
- Mewes, Jason (* 1974), US-amerikanischer SchauspielerJason Mewes (* 1974)

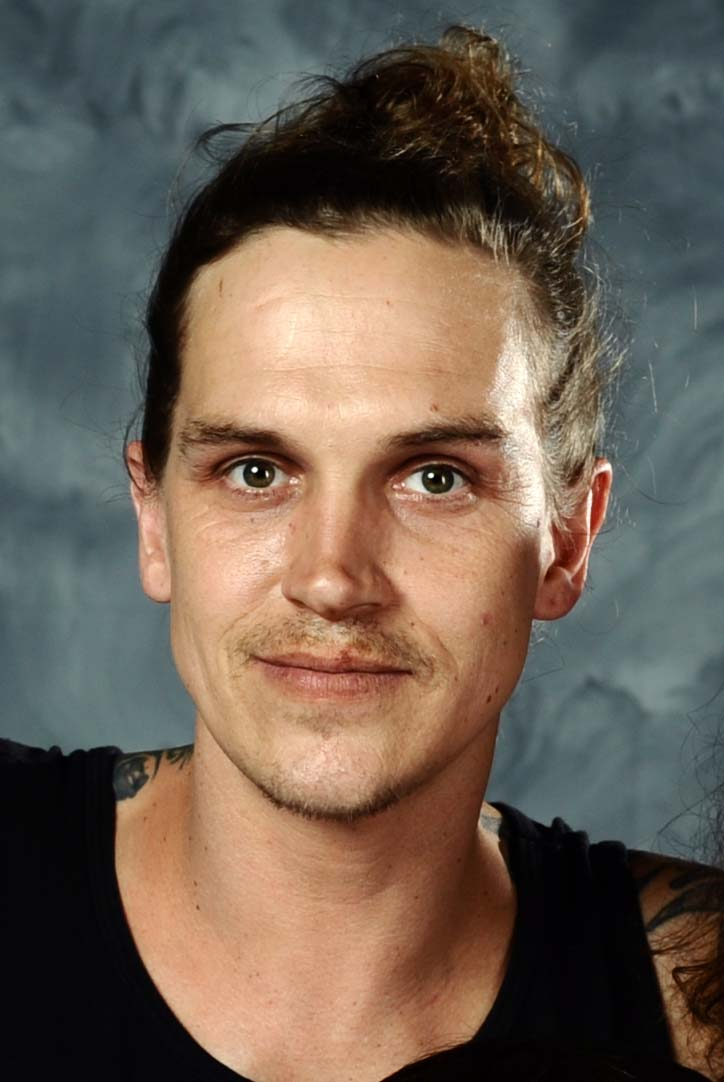
Jason Mewes (* 1974)

- Mewes, Karlheinz (1944–2025), deutscher Politiker (CDU), Landrat des Landkreises Osterburg
- Mewes, Klaus-Günther (* 1954), deutscher Basketballspieler und Basketballtrainer
- Mewes, Margarete (1914–1998), deutsche Aufseherin im KZ Ravensbrück
- Mewes, Oliver (* 1967), deutscher Jazzmusiker (Schlagzeug)
- Mewes, Siegmund (* 1951), deutscher Fußballspieler
- Mewes, Tino (* 1983), deutscher Schauspieler
- Mewes, Wilhelm (1876–1964), deutscher Beamter
- Mewes, Wilhelm (1886–1962), deutscher Schauspieler bei Bühne und Film und Bühnenregisseur
- Mewes, Wolfgang (1924–2016), deutscher Betriebswirt und Sozialforscher
- Mewes, Wolfgang (1942–2022), deutscher Autor und Naturschützer, Kranichforscher
- Mewes, Yvonne (1900–1945), deutsche Lehrerin und NS-Opfer

### Mewi
- Mewis, André (* 1971), deutscher Weltmeister im Karate
- Mewis, Jozef (1931–2025), belgischer Ringer
- Mewis, Karl (1907–1987), deutscher Politiker (SED), MdV, Vorsitzender der Staatlichen Plankommission in der DDR
- Mewis, Kristie (* 1991), US-amerikanische FußballspielerinKristie Mewis (* 1991)

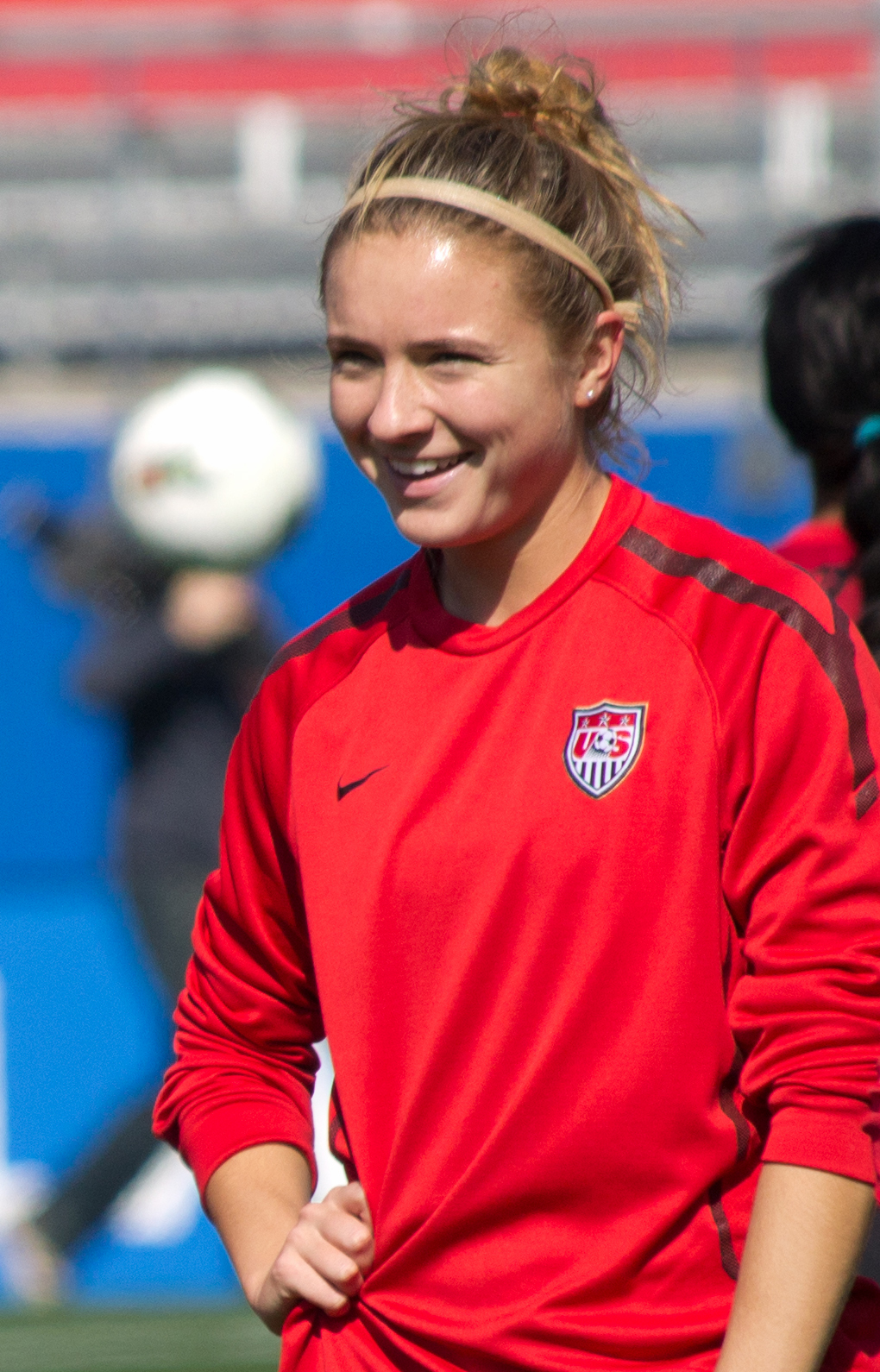
Kristie Mewis (* 1991)

- Mewis, Luise (1864–1947), Heimatdichterin
- Mewis, Marianne (1866–1938), deutsche Schriftstellerin
- Mewis, Maurice (1929–2017), belgischer Ringer
- Mewis, Raul (1886–1972), deutscher Marineoffizier, zuletzt Admiral der Kriegsmarine
- Mewis, Samantha (* 1992), US-amerikanische Fußballspielerin
- Mewius, Apollon Fjodorowitsch (1820–1898), russischer Bergbauingenieur, Metallurg und Hochschullehrer

### Mews
- Mews, Hans-Georg (1931–2010), deutscher Pädagoge und Landesschulrat in Bremen
- Mews, Siegfried (1933–2022), deutscher Germanist
- Mewshaw, Michael (* 1943), US-amerikanischer Schriftsteller